# Keith Brooke
Keith N. Brooke (geboren am 23. August 1966 in Dovercourt, Essex) ist ein britischer Science-Fiction-Autor.

## Leben
Brooke studierte Ökologie und Umweltwissenschaften an der University of East Anglia, wo er seine spätere Frau Alison kennenlernte und Science-Fiction-Geschichten zu schreiben begann.
1989 erschienen erste Erzählungen, insbesondere Adrenotropic Man in dem Magazin Interzone, und Brooke wurde ein freier Schriftsteller. 1990 erschien bei Gollancz sein erster Roman, Keepers of the Peace, aber nach ungefähr acht Jahren einer eher prekären Schriftstellerexistenz musste er sich nach besser bezahlter Arbeit umsehen und wurde schließlich von der University of Essex als Webdesigner und Verantwortlicher für den Webauftritt der Universität angestellt. Während der folgenden fünfzehn Jahre wurde er dort stellvertretender Leiter der Marketingabteilung, promovierte und unterrichtete kreatives Schreiben. 2014 gab er die Stellung dort auf und widmete sich wieder dem Schreiben, der Herausgabe seines Science-Fiction- und Fantasy-Webmagazins infinity plus und in Verbindung damit dem Verlag von E-Books. Zusammen mit Nick Gevers brachte er 2001 und 2003 zwei Anthologien mit Stories aus infinity plus heraus. 2012 erschien Strange Divisions and Alien Territories, in dem er sich mit den Subgenres der Science-Fiction auseinandersetzte.
2013 war er mit seinem Roman Harmony Finalist des Philip K. Dick Awards.
Unter dem Pseudonym Nick Gifford hat er mehrere Jugendbücher veröffentlicht.
Brooke lebt mit seiner zweiten Frau Debbie in Wivenhoe in Essex.

## Auszeichnungen
- 2001 Interzone Readers Poll für Liberty Spin in der Kategorie „Fiction“

## Bibliografie
Expatria (Romane)
- 1 Expatria (1991)
- 2 Expatria Incorporated (1992)

The Kon-tiki Quartet (Kurzromane; mit Eric Brown)
- 1 Dislocations (2018)
- 2 Parasites (2018)
- 3 Insights (2019)

Romane
- Keepers of the Peace (1990)
- Genetopia (2005)
- The Accord (2009)
- The Unlikely World of Faraway Frankie (2010)
- Alt.Human (2012; auch: Harmony)
- Like Father (2013)
- The Bone House Gang (2014)
- Riding the Serpent’s Back (2014)

Jugendbücher (als Nick Gifford)
- Lord of Stone (2001)
- Piggies (2002)
- Flesh and Blood (2003)
- Incubus (2005)
- Erased (2006)
- Tomorrow (2014)

Sammlungen
- Parallax View (2000; mit Eric Brown)
- Head Shots (Infinity Plus Singles #4, 2001)
- Faking It: Accounts of the General Genetics Corporation (2010)
- Conflicts (2012; mit Neal Asher und Eric Brown)
- Mementoes (Imaginings #12, 2016)

Kurzgeschichten
1988:
- The Fifth Freedom (in: Dream Quarterly, #18, Winter 1988)

1989:
- Dreaming (in: Edge Detector #2, Summer 1989)
- Adrenotropic Man (in: Interzone, #30 July-August 1989)
- Kismet (in: Dream Science Fiction #22, Winter 1989)
- Passion Play (1989, in: Christopher Evans und Robert Holdstock (Hrsg.): Other Edens III)

1990:
- The Greatest Game of All (in: Interzone, #34 March-April 1990)
- The Mother (in: Interzone, #37 July 1990)
- Beefcake (in: Interzone, #39 September 1990)
- Away on Old Dusty (in: Dream Science Fiction #26, November 1990)

1991:
- Small Steps (in: The Lyre, Spring 1991)
- To Be Alone, Together (in: R.E.M #1, Spring/Summer 1991)
- Hotrider (in: Aboriginal Science Fiction, December 1991)

1992:
- The Queen of the Burn Plain (in: Interzone, #55 January 1992)
- Two Over Seventy-Four (in: New Moon #2, January 1992)
- Count Carraldo and the Penitent Dominic (1992, in: Mary Gentle und Roz Kaveney (Hrsg.): Villains!)
- See Those Eyes (in: Far Point #3, March-April 1992)
- Jurassic and the Great Tree (in: Interzone, #66 December 1992)

1993:
- Witness (in: Interzone, #70 April 1993)
- Anthrocine (in: Tomorrow Speculative Fiction, August 1993)

1994:
- Westward (in: Interzone, #82 April 1994)
- Easy Never Pays (in: Interzone, #84 June 1994)
- Professionals (in: Interzone, #86 August 1994)

1995:
- Skin (in: Peeping Tom #17, January 1995)
- Beside the Sea (in: Beyond Fantasy & Science Fiction #3, September-October 1995)
- Debbs is Back (in: Peeping Tom #20, October 1995)
- Brain Jive (in: The Edge, Vol. 2, #1, November 1995)
- Riding the Serpent’s Back (in: Interzone, #101 November 1995)
- The Story of My Life (1995, in: Broadsword #2, Winter 1995/96)

1996:
- The People of the Sea (in: Interzone, #107 May 1996)
- The Real Thing (1996, in: The Edge, Vol. 2, #1, November 1995)
- Appassionata (in: Interzone, #109 July 1996; mit Eric Brown)
- Sugar & Spice (in: Interzone, #112 October 1996; auch: Sugar and Spice, 2007; mit Eric Brown)
- Solo (in: MindMaps #1, 1996)

1997:
- Queen Bee (in: Interzone, #119 May 1997)
- Passengers (in: Peeping Tom #27, July 1997)
- Road to Nowhere (1997, in: Wendy Cooling (Hrsg.): Stranger Than Ever)
- A World of His Own (1997, in: Wendy Cooling (Hrsg.): Out of This World: Stories of Virtual Reality)
- Under Antares (in: Interzone, #126 December 1997; mit Eric Brown)

1998:
- Resting Place (in: Interzone, #128 February 1998)
- Segue (in: Interzone, #132 June 1998)
- Brighton Town (1998, in: Steven Savile (Hrsg.): Scaremongers 2: Redbrick Eden)
- Head Shots (in: Odyssey #7, November/December 1998)
- The Domegame and Mr. P. (in: Aboriginal Science Fiction, Winter 1998)

1999:
- Therapy (in: Peeping Tom #33, May 1999)
- The Flight of the Oh Carollian (in: Interzone, #145 July 1999; mit Eric Brown)
- My Virtual Dad (1999, in: Tony Bradman (Hrsg.): Phenomenal Future Stories; als Nick Gifford)

2000:
- The Denebian Cycle (in: Interzone, #152 February 2000; mit Eric Brown)
- Mind’s Eye (2000, in: Spectrum SF, #1 February; mit Eric Brown)
- Fruit of the Flotsam (in: Psychotrope #8, April 2000; mit D. F. Lewis und Lawrence Dyer)
- .ZIPPED (2000, in: Spectrum SF, #2 April)
- Liberty Spin (in: Interzone, #158 August 2000)
- Parallax View (2000; mit Eric Brown)

2001:
- Missing Time (2001, in: Damien Broderick: Head Shots)
- Memesis (2001, in: Sean Wallace (Hrsg.): Strange Pleasures)
- Wooden Boys Don’t Bleed (2001, in: Sean Wallace (Hrsg.): Strange Pleasures; mit D. F. Lewis und Lawrence Dyer)

2002:
- What She Wanted (in: Redsine, January 2002)
- Welcome to the Green Planet (in: Interzone, #180 June-July 2002)

2003:
- The Art of Self-Abuse (2003, in: John Grant und Dave Hutchinson (Hrsg.): Strange Pleasures 2)

2005:
- A Different Sky (2005, in: Peter Crowther (Hrsg.): Constellations: The Best of New British SF)
- Doctor Bull’s Intervention (2005, in: Mike Ashley und Eric Brown (Hrsg.): The Mammoth Book of New Jules Verne Adventures)
  - Deutsch: Doktor Bull mischt sich ein. Übersetzt von Beke Ritgen. In: Mike Ashley und Eric Brown (Hrsg.): Rückkehr zum Mittelpunkt der Erde. Bastei-Lübbe Fantasy #20548, 2006, ISBN 3-404-20548-0.

2007:
- The Accord (2007, in: George Mann (Hrsg.): The Solaris Book of New Science Fiction)
- In Transit (2007, in: Eric Brown und Damien Broderick: Parallax View)

2008:
- The Man Who Built Heaven (in: Postscripts, Summer 2008)
- Hannah (2008, in: Nick Gevers (Hrsg.): Extraordinary Engines: The Definitive Steampunk Anthology)

2009:
- Sweats (2009, in: Peter Crowther (Hrsg.): We Think, Therefore We Are)
- Last Drink Bird Head (2009, in: Ann VanderMeer und Jeff VanderMeer (Hrsg.): Last Drink Bird Head: Flash Fiction for Charity)

2010:
- Sussed (2010, in: Ian Whates (Hrsg.): Conflicts)
- likeMe (in: Nature, September 23, 2010)
- Faking It (2010, in: Damien Broderick: Faking It: Accounts of the General Genetics Corporation)

2011:
- Imago (2011, in: Peter Crowther und Nick Gevers (Hrsg.): The New and Perfect Man (Postscripts #24/25))
- Eternity’s Children (2011, in: Ian Whates (Hrsg.): Solaris Rising: The New Solaris Book of Science Fiction; mit Eric Brown)
- Queen Bee (2011)
- Sweats (2011)

2012:
- War 3.01 (in: Lightspeed, February 2012)

2014:
- The End of the World (2014, in: Ian Whates (Hrsg.): Paradox; mit Eric Brown)

2016:
- Beyond the Heliopause (in: Lightspeed, January 2016; mit Eric Brown)
- Rewrites (2016, in: Nick Gevers (Hrsg.): The Dragons of the Night (Postscripts #36/37))
- A Decent Man (2016, in: Damien Broderick: Mementoes)
- A Flicker in the Deep (2016, in: Damien Broderick: Mementoes)
- Mementoes (2016, in: Damien Broderick: Mementoes)

Anthologien
- Strange Divisions and Alien Territories (2011)
- Quintet (2012)

Infinity Plus (mit Nick Gevers):
- 1 Infinity Plus One (2001)
- 2 Infinity Plus Two (2002)
- Infinity Plus: The Anthology (2007)

Sachliteratur
- Strange Divisions and Alien Territories: The Sub-Genres of Science Fiction (2012)